# Konrad Buschke
Konrad Buschke (* 14. Juli 1987 in Breslau, Polen) ist ein deutscher Filmemacher und Filmeditor.

## Leben
Von 2007 bis 2010 absolvierte Konrad Buschke in Breslau ein Filmstudium im Fachgebiet „Realisierung von Filmformen“. Danach arbeitete er u. a. bei Argomedia Production (Kinospielfilm „Daas“), Mhoch4 (TV und Web-Content) und Vidicom Media (Dokumentationsreihen für öffentlich-rechtliches Fernsehen und Kinodokumentarfilme). Seit März 2017 ist er selbstständig und wirkt seitdem bei Filmprojekten in verschiedenen Funktionen mit: als Editor, Post-Production Supervisor, Producer, Kameramann oder als Regisseur.
Im Herbst 2021 gründete er die NOJZ Film mit Sitz in Neu Wulmstorf, Niedersachsen.

## Filmografie (Auswahl)

### Als Produzent
- 2024: House of Brazil (Dokumentarfilm, Sarajevo Film Festival 2024 | Official Selection)
- 2024: MinutenMosaik (Webdokuserie)
- 2023: Wir gehen nicht (Kurzspielfilm, gefördert von nordmedia)

### Als Regisseur
- 2024: KI:DDS - Es läuft bald ab (Musikvideo)
- 2019: Left Hand - Kenichiro Kojima (Künstlerporträt)

### Als Editor
- 2020: 125 Jahre Nord-Ostsee-Kanal: Verbindet die Meere, teilt das Land (Dokudrama)
- 2019: Der Flussbaumeister – Wie Tulla den Rhein begradigte (Dokudrama)
- 2016: Athos – Im Jenseits dieser Welt (Kinodokumentarfilm)
- 2015: Baden-Württemberg von oben (Kinodokumentarfilm)

### Als Post-Production Supervisor/Coordinator
- 2020: The Red House (Kinodokumentarfilm)
- 2018: Gewusst wie: Rachs 5€-Küche (TV-Kochsendung)
- 2014: Rheingold – Gesichter eines Flusses (Kinodokumentarfilm)
- 2013: Der Rhein von oben (Dokuserie)
- 2013: Die Alpen – Unsere Berge von oben (Kinodokumentarfilm)